# マニカト
マニカト(Manikato、1975年-1984年)は、オーストラリアの競走馬。主に短距離路線で活躍し、キングストンタウンに次いで豪州で2頭目の100万ドルホースとなった。2002年オーストラリア競馬名誉の殿堂入り。

## 経歴

### 生い立ち
父マニヒはニューマーケットハンデキャップ優勝馬。母マルカトは8頭の子を産んだがステークス競走の勝利馬は本馬のみである。3500ドルで購入され当初はボン・ホイステッド氏によって訓練を受けていた。

### 1978年シーズン（2歳）
2歳時の戦績は6戦4勝、主な勝ち鞍はブルーダイヤモンドステークスとゴールデンスリッパーステークス。ゴールデンスリッパーステークスの勝利後にボン・ホイステッド氏が亡くなったため、その弟のボブ・ホイステッド氏の厩舎に引き取られた。

### 1978/1979年シーズン（3歳）
シーズン初戦はアスコットヴェイルステークスに出走し、レコード勝ちを収めた。3週間後のマールボロカップは古馬との初対戦だったがこれも勝利。コーフィールドギニーは2馬身差で勝利したが、2着のカラマンに不利を与えたとして鞍上のゲイリー・フィリッツ騎手が3週間の騎乗停止処分を受けた。その後クレイブンAステークス(現:サリンジャーステークス)に出走。レース当日に軽度の熱発を起こし、オールウェイズウェルカムにクビ差で敗れた。
翌1979年1月29日、ウィリアム・レイドステークスで復帰し快勝。サンダウン競馬場でのCFオーアステークスも勝利すると、次走のフューチュリティステークスは1600mを超える距離のレースへ初出走となったが、3馬身差のコースレコードで勝利を収めた。オーストラリアンカップで2000mのレースへ挑んだが、ここはダルシファイにゴール直前で差され2着に敗れた。次走のローズヒルギニーは4着に敗れ、これ以降1600mを超える距離のレースには出走しなかった。
距離を600m短縮したジョージライダーステークスでは2着ジョイタに6馬身差をつけレコードタイムで勝利。1週間後ドンカスターマイルに出走した。ここで本馬が背負った57.5kgの斤量は、トントナンに課せられた斤量を3.5kg上回る同レース史上最高の斤量であった。このレースは3着に敗れる。7月上旬にロスマンズ100000（現:ドゥームベン10000）に出走し勝利。豪州競馬において、3歳馬の58kgを背負ってでの勝利はバゲット以来2頭目であった。またこの勝利で3歳馬として初めて獲得賞金50万ドルを突破した。
この年の戦績は12戦8勝で、オーストラリア年度代表馬に選出された。

### 1979/1980年シーズン（4歳）
5週間後、フリーウェイステークスで復帰しシーズン初戦を飾る。9月24日のマルボロカップはウイルス性疾患に感染していたこともあり12着に沈んだ。翌年1月に復帰しウィリアム・レイドステークス、前年から距離短縮されたフューチュリティステークスを連勝した。2週間後のザギャラクシーは60.5kgの斤量に加え、レース中に軽度の心臓発作を起こしたこともあり8着に敗れた。

### 1980/1981年シーズン（5歳）
10ヶ月後の1981年1月に復帰し、ウィリアム・レイドステークス、フューチュリティステークス、CFオーアステークスを連勝した。しかしCFオーアステークスのレース後に脚の腱を損傷し再び休養に入った。

### 1981/1982年シーズン（6歳）
1981年9月1日のバーンボローハンデキャップで復帰。63.5kgの斤量を課せられるも勝利を収めた。2週間後のマルボロカップは60.5kgを背負い、8kgのハンデを与えたソルジャーオブフォーチュンの2着だった。9月29日コーフィールド競馬場で行われたクイーンエリザベスカップに出走。2着ローマンの追撃を封じ1:35.7のコースレコードタイで勝利した。次走のチャーンサイドステークスは2着に敗れた。
再び休養に入り翌年2月のウィリアム・レイドステークスで復帰。これを勝利し同レース4連覇を達成した。4週間後には4連覇を狙いフューチュリティステークスに出走したが2着に終わった。2週間後のカンタベリーステークスではオペラプリンスを2着に敗り勝利。オールエイジドステークスは脚の故障を再発し3着に敗れた。

### 1982/1983年シーズン（7歳）
18週間の休養後フリーウェイステークスで復帰。ここを勝利すると次走のメムジーステークスも連勝した。ジョンFフィーハンステークス、チャーンサイドステークスはそれぞれ3着、6着に敗れるも、モイアステークスでは勝利を収め、本馬と同日に記録を達成したキングストンタウンに次いで豪州競馬史上2頭目の100万ドルホースとなった。
その後は6戦し、ウィリアム・レイドステークスで同レース5連覇、フューチュリティステークスで同レース4勝目をあげた。ジョージライダーステークスで2着に敗れたのを最後に引退。7歳時は11戦5勝だった。
通算成績は47戦29勝、2着9回。本馬の現役時のG1勝利数はフューチュリティステークス3回・ジョージライダーステークスの4勝のみだが、出走した多くのレースが後に昇格しており、現在の基準で言えば本馬はG1競走を22勝していることになる。

### 引退後
引退後、ウイルスに感染した本馬の脚の状態は次第に悪化して行った。1984年2月13日、立つことも出来なくなった本馬は安楽死の処置が取られた。享年8歳。遺体はムーニーヴァレー競馬場のゴール板正面に葬られ、その一帯はマニカトガーデンと命名された。
本馬の死後フリーウェイステークスはマニカトステークスと改名され、5年後にはG1に昇格した。ムーニーヴァレー競馬場のグランドスタンドには本馬にちなんで付けられたマニカトレストランが営業している。

## 血統表
| マニカトの血統         | マニカトの血統                                           | マニカトの血統                                           | （血統表の出典）                                         | （血統表の出典） |
| 父系                   | フェアウェイ系                                           | フェアウェイ系                                           | フェアウェイ系                                           |                  |
| 父 Manihi 1964 栗毛    | 父の父Matrice 1951 栗毛                                  | Masthead                                                 | Blue Peter                                               | Blue Peter       |
| 父 Manihi 1964 栗毛    | 父の父Matrice 1951 栗毛                                  | Masthead                                                 | Schiaparelli                                             |                  |
| 父 Manihi 1964 栗毛    | 父の父Matrice 1951 栗毛                                  | La Patrice                                               | St. Magnus                                               | St. Magnus       |
| 父 Manihi 1964 栗毛    | 父の父Matrice 1951 栗毛                                  | La Patrice                                               | La Joconde                                               |                  |
| 父 Manihi 1964 栗毛    | 父の母Beauteous 1959 栗毛                                | Newtown Wonder                                           | Fair Trial                                               | Fair Trial       |
| 父 Manihi 1964 栗毛    | 父の母Beauteous 1959 栗毛                                | Newtown Wonder                                           | Clarapple                                                |                  |
| 父 Manihi 1964 栗毛    | 父の母Beauteous 1959 栗毛                                | Maderson                                                 | Brueghel                                                 | Brueghel         |
| 父 Manihi 1964 栗毛    | 父の母Beauteous 1959 栗毛                                | Maderson                                                 | Creusa                                                   |                  |
| 母 Markato 1968 黒鹿毛 | 母の父Natural Bid 1957 鹿毛                              | Nasrullah                                                | Nearco                                                   | Nearco           |
| 母 Markato 1968 黒鹿毛 | 母の父Natural Bid 1957 鹿毛                              | Nasrullah                                                | Mumtaz Begum                                             |                  |
| 母 Markato 1968 黒鹿毛 | 母の父Natural Bid 1957 鹿毛                              | Queen of Clubs                                           | Roman                                                    | Roman            |
| 母 Markato 1968 黒鹿毛 | 母の父Natural Bid 1957 鹿毛                              | Queen of Clubs                                           | Black Queen                                              |                  |
| 母 Markato 1968 黒鹿毛 | 母の母Fortune's Orbit 1960 黒鹿毛                        | ヴィゴー                                                 | Vilmorin                                                 | Vilmorin         |
| 母 Markato 1968 黒鹿毛 | 母の母Fortune's Orbit 1960 黒鹿毛                        | ヴィゴー                                                 | Thomasina                                                |                  |
| 母 Markato 1968 黒鹿毛 | 母の母Fortune's Orbit 1960 黒鹿毛                        | Probity                                                  | Fair Trial                                               | Fair Trial       |
| 母 Markato 1968 黒鹿毛 | 母の母Fortune's Orbit 1960 黒鹿毛                        | Probity                                                  | Grace Dalrymple                                          |                  |
| 5代内の近親交配        | fair trial 4×4 = 12.50% fairway 5×5×5 = 9.38% pharos 5×5 | fair trial 4×4 = 12.50% fairway 5×5×5 = 9.38% pharos 5×5 | fair trial 4×4 = 12.50% fairway 5×5×5 = 9.38% pharos 5×5 |                  |